# Indice biologique global normalisé
Dans la famille des indices biotiques ou indicateurs biologiques utilisés pour la bioévaluation environnementale, l'Indice Biologique Global Normalisé (ou IBGN) est une méthode standardisée utilisée en hydrobiologie afin de déterminer la qualité biologique d'un cours d'eau. La méthode utilise l'identification des différents macroinvertébrés benthiques d'eau douce présents sur un site pour calculer une note. Cette note, d'une valeur de 0 à 20, est basée sur la présence ou l'absence de certains taxons bioindicateurs polluo-sensibles ainsi que sur la richesse faunistique globale du site.
Cette méthode fait l'objet d'une norme française AFNOR NF T90-350, dont la dernière version a été révisée en mars 2004.

## Mise en œuvre
On définit une station en fonction des objectifs de l'étude. En général elle est située sur une succession de faciès de courant lents et rapides. Les substrats présents sont repérés puis huit habitats différents (un habitat est un couple substrat/vitesse de courant) sont échantillonnés à l'aide d'un filet Surber de vide de maille 500 µm.
On distingue trois types de stations où cet indice peut-être calculé :

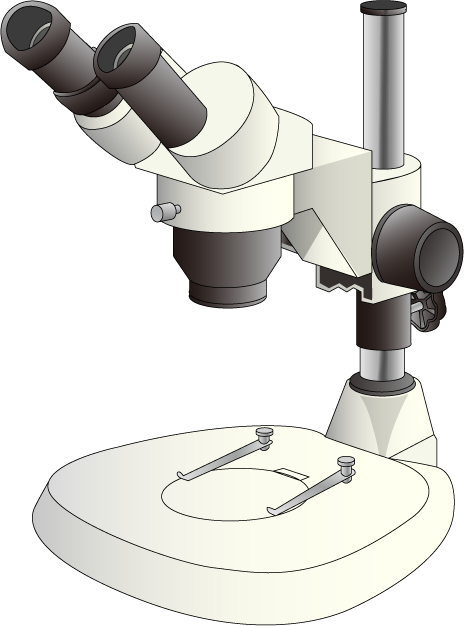
Loupe binoculaire

- Les stations représentatives d'un cours d'eau ou d'un segment de cours d'eau, qui servent par exemple à suivre la qualité d'un cours d'eau au cours du temps

- Les stations informatives, qui ne sont pas représentatives du cours d'eau, mais présentent une particularité écologique (par exemple un radier dans un secteur de mouille)

- Les stations de comparaison, qui sont au moins deux, et situées en amont et en aval d'une perturbation, pour en évaluer les effets. Il faut s'efforcer de choisir des stations comparables entre elles et représentatives du cours d'eau.

Les prélèvements sont ensuite triés et analysés en laboratoire. On sépare les invertébrés des substrats et on identifie les familles grâce à une loupe binoculaire avec un grossissement qui peut aller jusqu'à x40 voire plus pour les plus petits individus. 

## Calcul de l'indice
Le calcul de l'IBGN sur une rivière donnée nécessite de connaître la richesse faunistique de cette rivière et le groupe indicateur présent. 

### Groupe indicateur ou G.I.

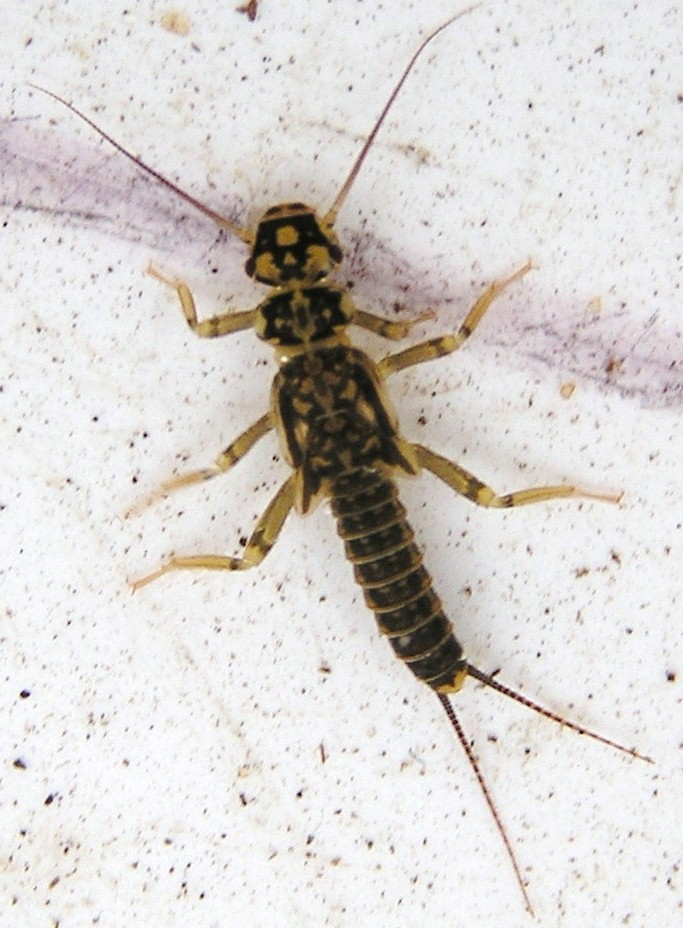
Isoperla (famille des Perlodidae)

Le répertoire des organismes retenus pour le calcul de l'IBGN contient 138 taxons. L'unité taxonomique retenue est la famille, à l'exception de quelques groupes pour lesquels c'est l'embranchement ou la classe. Parmi les 138 taxons, 38 d'entre eux constituent 9 groupes indicateurs. En général il y a quatre familles par groupe. Le groupe indicateur 9 regroupe les familles les plus polluo-sensibles tandis que le groupe indicateur 1 regroupe les moins sensibles.    
Les plécoptères et la plupart des éphémères et des trichoptères sont des familles plutôt polluo-sensibles. À l'inverse, certaines familles comme les Chironomidae ou les Asellidae sont considérés comme polluo-résistants. 
Globalement, pour les taxons polluo-sensibles, il faut trouver dans le prélèvement un minimum de trois individus de la même famille (trois Perlodidae par exemple) pour que le groupe auquel il appartient soit le groupe indicateur du site. Pour les taxons les moins sensibles comme les diptères, 10 individus sont nécessaires.

### Richesse faunistique et classe de diversité
Le nombre et le type de macroinvertébrés d'un site dépendent des substrats présents. Les substrats susceptibles d'être rencontrés sur un site sont classés par ordre d'habitabilité (plus un substrat est habitable ou biogène, plus il est attractif pour la faune). Un des substrats les plus biogènes est constitué par les bryophytes aquatiques (principalement les mousses). Parmi les moins biogènes, on retrouve les dalle compactes (surfaces planes artificielles ou non).    
Le protocole d'échantillonnage prescrit pour recueillir les données nécessaires au calcul de l'IBGN consiste à réaliser 8 prélèvements dans les substrats présents sur la stations, dans l'ordre des plus biogènes aux moins biogènes. La faune invertébrée qui s'y trouve est considéré comme le reflet de la richesse faunistique du site.    
Selon le tableau de calcul de l'IBGN, la richesse faunistique est divisée en 14 classes. La classe la plus élevée (14) correspond à une diversité faunistique supérieure à 50 taxons.    

### Calcul de l'indice
Pour calculer l'indice IBGN d'un site, il suffit d'additionner le numéro du groupe indicateur avec la classe de diversité et d'y soustraire une unité.    
Exemple : sur un site, on obtient 44 familles, donc une classe de diversité de 12 et un G.I. de 8/9, l'IBGN est donc : 8 + 12 - 1 = 19/20.   

## Bioindication
Toute modification de la composition des communautés vivantes hébergées par un milieu aquatique, est non seulement la preuve d'une perturbation, mais est aussi caractéristique d'un polluant donné (voire de sa concentration).
L'intérêt essentiel de l'utilisation de l'IBGN est qu'il permet de caractériser la perturbation d'un milieu (aquatique) par ses effets et non par ses causes. Par exemple, l'utilisation d'indicateurs biologiques tel que l'IBGN peut montrer l'impact d'une pollution passée (effet mémoire due à la diminution du nombre d'individus ou à la disparition de certaines espèces d'insectes, visible pendant un certain temps après la perturbation), ce que ne permet pas une analyse physico-chimique ou chimique de l'eau, qui reflète la qualité de l'eau à un instant donnée à un endroit donné. En revanche l'IBGN ne permet pas de connaître la cause de la pollution.   
Les résultats obtenus s'échelonnent de 0 (très mauvaise qualité biologique, milieu azoïque) à 20 (très bonne qualité biologique). Pour être correctement interprétée en termes de qualité biologique du milieu étudié, la note obtenue doit être comparée à la note maximale théorique de référence pour le type de milieu considéré, donc en l'absence de perturbation. Celle-ci est variable selon le type d'habitat. En effet, les milieux aquatiques, même en conditions naturelles, n'ont pas tous le même niveau trophique ni la même charge en éléments chimiques et en matière organique. Un torrent de montagne, par exemple, avec une eau de très bonne qualité, sera naturellement peu favorable à une diversité faunistique élevé, alors qu'un grand cours d'eau de plaine montrera une richesse et une diversité importantes, mais avec des taxons adaptés à une charge en matière organique plus élevée et des éventuelles périodes de manque d'oxygène.

## Limites d'application de l'IBGN
Les cours d'eau dont la profondeur du lit mouillé excède un mètre sur une grande partie du cours, les estuaires et les sources et ruisselets qui leur font suite, ne peuvent pas faire l'objet d'un IBGN. 
Pour les grands cours d'eau, ceci est dû à l’impossibilité d'appliquer le protocole d'échantillonnage de l'IBGN, mais un indice dérivé de l'IBGN peut néanmoins être calculé (IBGA ou maintenant IBG-DCE appliqué au grand cours d'eau). Pour les estuaires, ceci est dû au fait que la faune de macro-invertébrés benthiques n'est pas uniquement dulçaquicole. 
Pour les zones de sources et les ruisselets, ces milieux sont trop peu nutritifs pour la faune, trop peu représentatifs et même souvent trop étroits pour pouvoir seulement y utiliser le matériel nécessaire.   
La valeur de l'IBGN connaît aussi une variation saisonnière. On ne doit donc comparer que des valeurs d'IBGN réalisés à la même période de l'année.  
Certains milieux ont une note inférieure à la note de référence habituelle (20), en l'absence de toute perturbation. C'est le cas de milieux naturellement peu diversifiés, comme les rivières de haute altitude.  
Enfin, les invertébrés sont peu sensibles à certains facteurs comme la hauteur d'eau et la largeur de lit mouillé (facteurs auxquels les poissons sont très sensibles). 
L'interprétation d'un IBGN brut requiert donc une très bonne connaissance du terrain, du fonctionnement de l'écosystème, des perturbations éventuelles et des préférences écologiques des invertébrés.

## Évolution de l'indice
La norme IBGN de 2004 est toujours au catalogue de l'AFNOR. Elle est donc toujours appliquée et applicable.
À partir de 2009, sur les réseaux de surveillance mis en place en application de la Directive européenne sur l'eau et gérés par les Agences de l'eau, le protocole d'acquisition de données hydrobiologiques sur les invertébrés a été remplacé par une méthode spécifiquement dédiée au prélèvement d'invertébrés benthiques. Ce protocole, conforme aux exigences de la Directive européenne sur l'eau, permet à la fois l'échantillonnage compatible avec le calcul de nouveaux indicateurs, et le calcul reconstitué de l'IBGN, afin d'assurer une continuité dans l'historique des données. Ce nouveau protocole, désormais utilisé en routine dans tous les réseaux de surveillance et préconisé de façon règlementaire pour la surveillance "Directive européenne sur l'eau", a fait l'objet de travaux de normalisation par l'AFNOR. Deux normes ont été élaborées, correspondant respectivement au protocole d'échantillonnage des cours d'eau et aux opérations de traitement en laboratoire des échantillons. Il s'agit des normes cotées NF T90-333 (homologuée en septembre 2016) et T90-388 (homologuée après révision en décembre 2020).          
Depuis 2016, un nouvel indicateur est appliqué pour l'évaluation de la qualité biologique "invertébrés". Développé par l'Université de Lorraine, l'I2M2 (Indice Invertébrés MultiMétriques) prend en compte plusieurs paramètres basés sur les traits biologiques et écologiques des taxons, et non plus seulement sur la richesse faunistique et le groupe indicateur comme le faisait l'IBGN. Il prend aussi en compte un écart par rapport à l'état de référence (qui s'exprime en EQR, Ecological Quality Ratio, écart entre ce qui est observé et ce qui devrait être observé sans pressions anthropiques), le type de pression anthropique, l'indice de diversité de Shannon, la polluosensibilité moyenne du peuplement observé (diminue en cas de pression anthropique), la fréquence relative de taxons polyvoltins (au moins deux générations par an, fréquents en milieux perturbés ou instables) et ovovivipares (incubation interne des œufs par la femelle), et la richesse spécifique du milieu.
Cet indice est désormais l'indice préconisé pour diagnostiquer l'état écologique sur les réseaux de surveillance. Il est entré en vigueur en complément de l'IBGN pour le deuxième cycle d'application de la Directive européenne sur l'eau en France. 